# Fernand trópusi vihar (2019)
A Fernand trópusi vihar egy gyenge trópusi vihar volt 2019 szeptemberében a Mexikói-öböl területén, és elérte Mexikó partjait, ezzel 1 ember halálát okozva. Fernand a hetedik rendszer, a hatodik elnevezett vihar, és az első trópusi vihar, mely partot is ért.

## Meteorológiai lefolyás

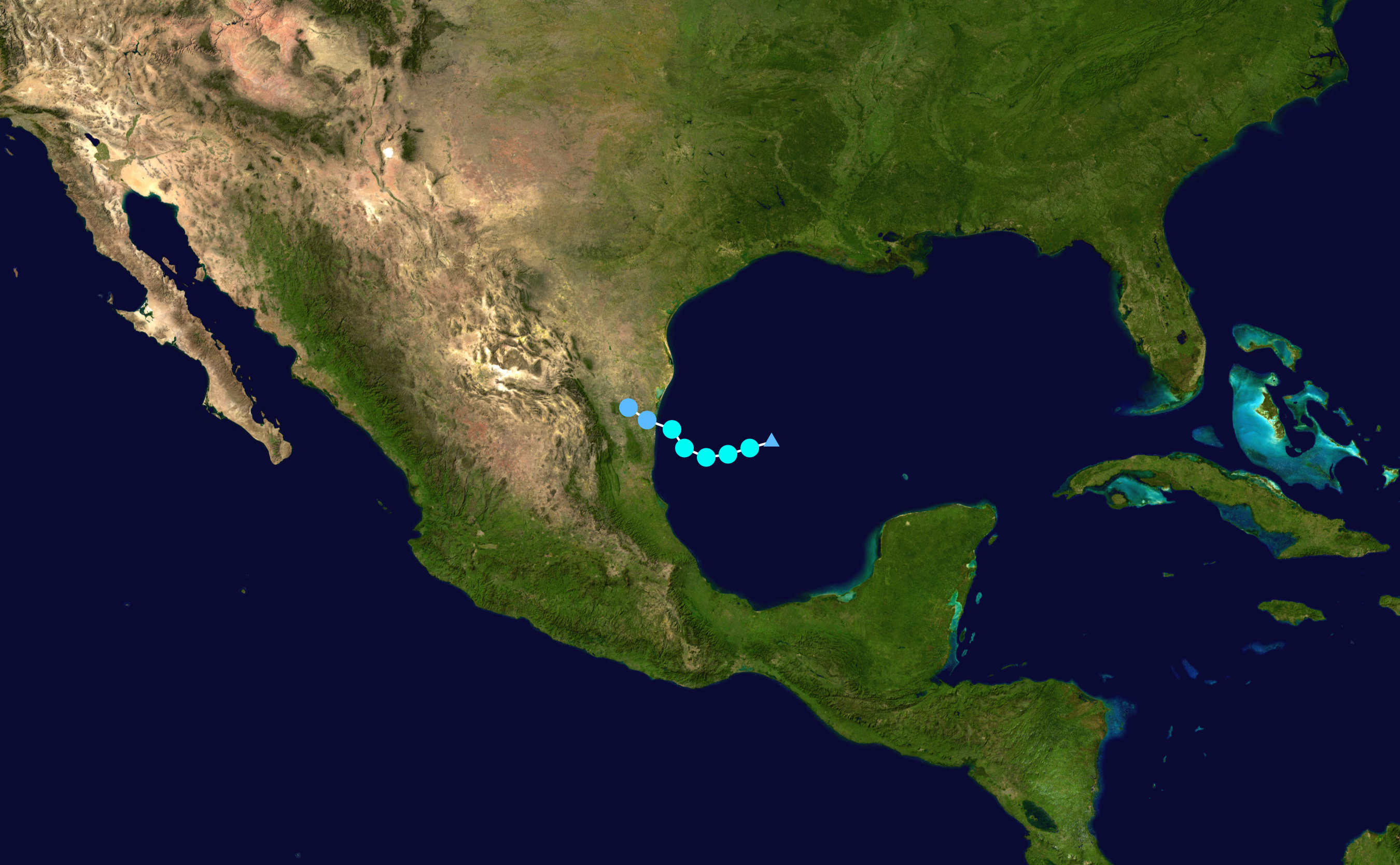
Fernand útja.

Egy alacsony légnyomású terület sodródott a Mexikói-öböl fölé, amelyben zivatarok képződtek a beinduló konvekcióval. A nyugat felé tartó zivatar szeptember 3-ra trópusi depresszióvá nőtte ki magát, pár óra múlva pedig trópusi vihar lett. Szeptember 4-én ért partot Tamaulipas tartományban, Mexikóban. Másnap nem messze a partoktól szertefoszlott.

## Áldozatok és károk

### Áldozatok
Mexikóban 1 ember halt meg.

## Fordítás
Ez a szócikk részben vagy egészben  a   Tropical storm Fernand (2019) című angol Wikipédia-szócikk fordításán alapul.  Az eredeti cikk szerkesztőit annak laptörténete sorolja fel. Ez a jelzés csupán a megfogalmazás eredetét és a szerzői jogokat jelzi, nem szolgál a cikkben szereplő információk forrásmegjelöléseként.